# Union Township (comté de Bollinger, Missouri)
Pour les articles homonymes, voir Union Township.
Union Township est un township du comté de Bollinger dans le Missouri, aux États-Unis,. En 2010, sa population s'élève à 1 058 habitants. Il est fondé en 1848.

### Source de la traduction
- (en) Cet article est partiellement ou en totalité issu de l’article de Wikipédia en anglais intitulé « Union Township, Bollinger County, Missouri » (voir la liste des auteurs).